# Konstantin Volkov
Pour les articles homonymes, voir Volkov.
Konstantin Iourievitch Volkov (en russe : Константин Юрьевич Волков), né le 28 février 1960 à Irkoutsk, en RSFS de Russie (Union soviétique), est un ancien perchiste soviétique.
En 1980, il est champion d'Europe en salle et la même année il devient vice-champion olympique lors jeux de Moscou, battu par le Polonais Władysław Kozakiewicz. En 1983, lors des premiers championnats du monde, il obtient une nouvelle médaille d'argent. En raison du boycott, il remporte la médaille d'or des Jeux de l'Amitié de 1984 en battant Sergueï Bubka.

## Palmarès

### Jeux olympiques d'été
- 1980 à Moscou ( Union soviétique)
  -  Médaille d'argent au saut à la perche

### Championnats du monde d'athlétisme
- 1983 à Helsinki ( Finlande)
  -  Médaille d'argent au saut à la perche

### Championnats d'Europe d'athlétisme en salle
- 1979 à Vienne ( Autriche)
  -  Médaille d'or au saut à la perche
- 1980 à Sindelfingen ( Allemagne de l'Ouest)
  -  Médaille d'argent au saut à la perche
- 1982 à Milan ( Italie)
  -  Médaille d'argent au saut à la perche